# 이강우 (정치인)
이강우(李康雨, 1890년 1월 10일, 진주 ~ ?)는 일제강점기의 독립운동가이자 대한민국의 국회의원이었다.

## 생애
- 사립 산기고등측량학교 광산과 졸업
- 관립한성외국어학교 졸업
- 상해대학교 무역과졸업
- 보성전문학교 법과 입학
- 니혼 대학 법과를 졸업하였다.
- 진주고등보통학교에서 3년간 교원생활을 하였고, 광업에도 종사하였다.
- 진주시립근로학원장
- 1919년 3월초 진주에서 김재화(金在華)등과 함께 독립만세시위를 계획하고 독립선언문과 교유문(敎喩文)을 수백매를 인쇄하고, 태극기를 제작하여 시민들에게 사전에 배포한 뒤 1919년 3월 18일 진주 장날을 기하여 시장에 운집한 수천군중을 규합하여 독립만세시위를 주동하다가 피체되어 보안법(保安法)과 출판법(出版法) 위반으로 징역 1년 6월형을 언도받고 옥고를 치렀다.[1]
- 1948년 5월 10일 : 제헌 국회의원(경남 진주)
- 제헌국회의 헌법, 정부조직법 기초위원
- 한국 전쟁 당시 조선민주주의인민공화국으로 납북됐다.
- 1954년경 황해도 수안목장의 노동자로 전락하였다.
- 1956년 7월 재북 평화통일촉진협의회 중앙위원
- 1958년 10월경 분산정책에 의하여 평북 의주농업 협동조합원[2]
- 1990년에 정부로부터 건국훈장 애족장
- 1989년 대통령표창을 수여받았다.

## 역대 선거 결과
|  | 26.18% |

|  | 8.11% |

## 참고 자료
- 《대한민국 의정총람》, 국회의원총람발간위원회, (1994년)
- 이강우 - 대한민국헌정회
- 이강우 : 독립유공자 공훈록 - 국가보훈처